# تشارلز الكسندر رامزي
تشارلز الكسندر رامزي (بالإنجليزية: Charles Alexander Ramsay)‏ هو ضابط بريطاني، ولد في 12 أكتوبر 1936، وتوفي في 31 ديسمبر 2017.